# Remarions-nous
Pour plus de détails, voir Fiche technique et Distribution.
Remarions-nous (Let's Do It Again) est un film américain réalisé par Alexander Hall, sorti en 1953.
Le film, tiré de la pièce The Awful Truth d'Arthur Richman, a déjà été adapté notamment sous le titre The Awful Truth en 1929 et en 1937 sous le titre Cette sacrée vérité.

## Fiche technique
- Titre original : Let's Do It Again
- Titre français : Remarions-nous
- Réalisation : Alexander Hall
- Scénario : Mary Loos (en) et Richard Sale d'après la pièce The Awful Truth d'Arthur Richman
- Décors : William Kiernan
- Costumes : Jean Louis
- Photographie : Charles Lawton Jr.
- Couleur : Technicolor
- Montage : Charles Nelson
- Musique : George Duning
- Société de production : Columbia Pictures
- Pays de production : États-Unis
- Format : Couleurs
- Genre : comédie musicale
- Durée : 95 minutes
- Date de sortie : 1953

## Distribution
- Jane Wyman : Constance Stuart
- Ray Milland : Gary Stuart
- Aldo Ray : Frank McGraw
- Leon Ames : Chet Stuart
- Valerie Bettis : Lilly Adair
- Tom Helmore : Courtney Craig
- Karin Booth : Deborah Randolph
- Mary Treen : Nelly
- Dick Wessel (en) : Ajax Moving Man
- Kathryn Givney : Mme Randolph
- Herbert Heyes : Mr Randolph